# WD-40

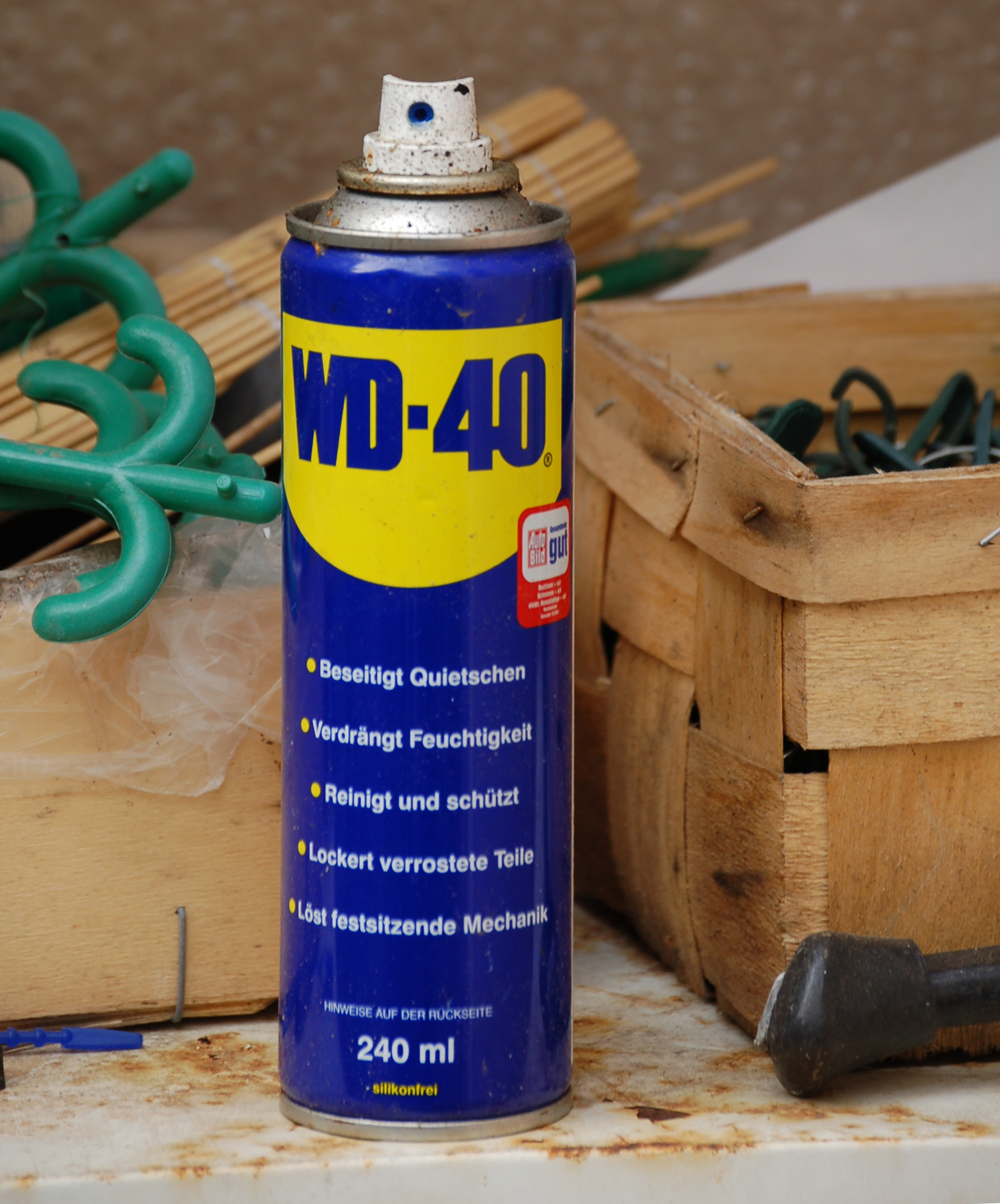
售于德國的噴罐型WD-40

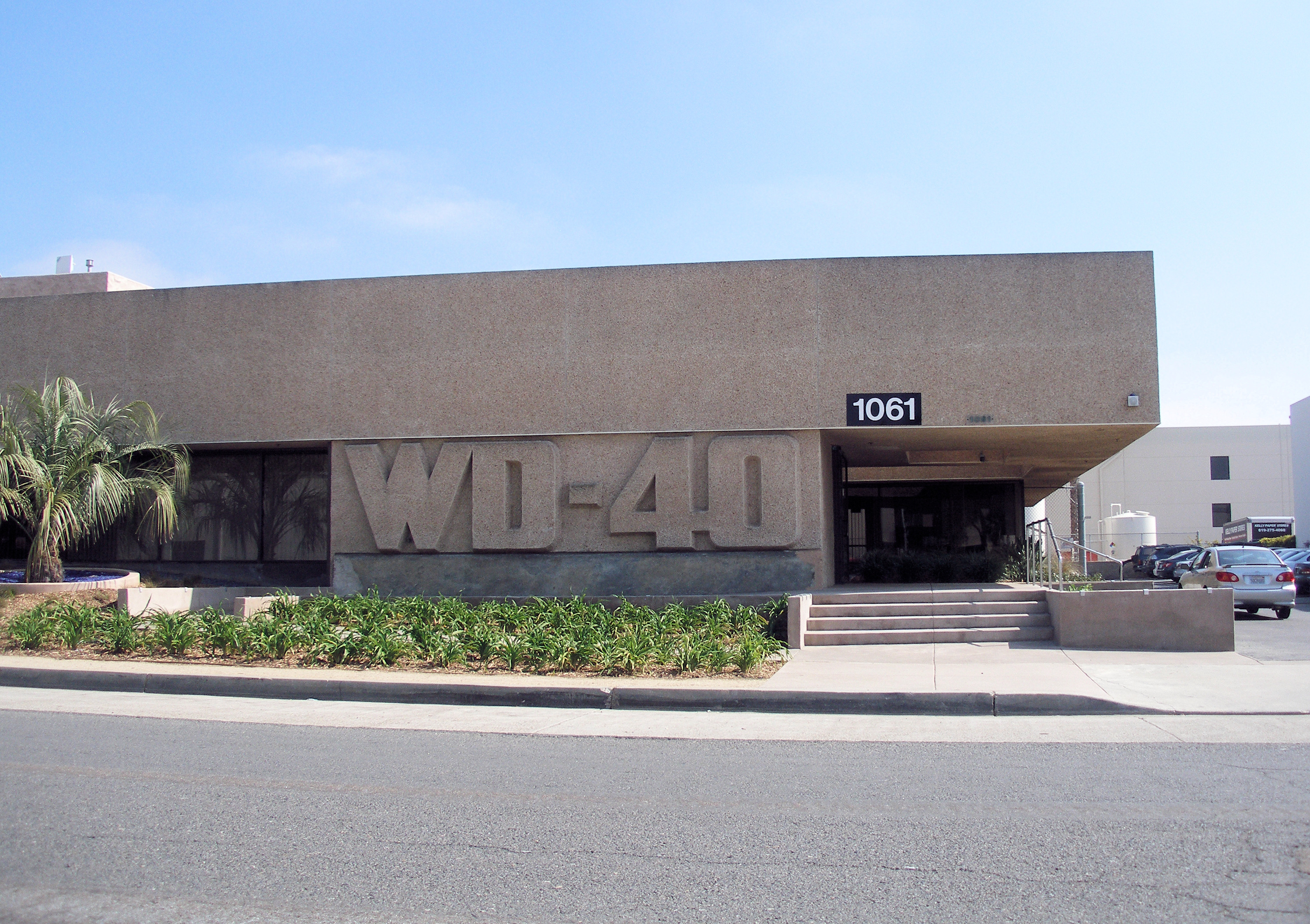
位於美國聖地牙哥的WD-40總公司

WD-40（NASDAQ：WDFC）是一種多用途潤滑防鏽石油製劑品牌，由WD-40公司（總公司位於美國加州聖地牙哥市）製造銷售。WD-40原本預定發展為一種隔水抗鏽劑，但產品上市後人們漸漸發現它也可以作為輕度潤滑用油或是溶劑、除膠劑、清潔劑使用，進而漸漸轉變用途。由於其多用途的特性，WD-40是一種難以嚴格歸類或定義的特殊商品。

## 歷史
1953年，化學工程師諾曼·拉森發明了WD-40，當時他受雇於火箭化學公司（Rocket Chemical Company），嘗試替知名航空與軍事器材製造商康瓦爾研發一種使用在擎天神火箭上的隔水劑，避免火箭外殼生鏽而腐蝕。拉森經過數次失敗，反覆的調整配方，終於在第40次試驗時發展出最完美的配方，並且用原本寫在實驗紀錄上的名字「隔水劑，第40次配方」（Water Displacement, 40th formula）命名，縮寫為WD-40。
WD-40原先用於軍事用途，直到發明了5年之後，1958年才開始在聖地牙哥地區進行商業販售，並且逐漸受到歡迎。1969年時火箭化學公司因為這唯一一支商品的暢銷，決定將公司名稱直接改為「WD-40公司」，1973年在紐約證券交易所掛牌上市，纳斯达克股市交易代號為WDFC。除了主要商品WD-40外，WD-40公司又陸續透過合併與購買的方式，將許多家戶用化學製劑的產品品牌加入該公司的產品陣容，但原則上WD-40仍然是無法替代的招牌商品，行銷全球超過160個國家，2003年時曾創下2億3千8百萬美元的銷售成績。

## 成份
WD-40的配方是一個商業機密，為了避免配方被公開，WD-40並沒有註冊任何專利。根據WD-40公司針對美國市場所提供的物質安全資料表（MSDS），WD-40的主要成分包括了：
- 50%：史圖達溶劑（英语：White spirit）（Stoddard solvent，又稱「乾洗油」，主成分是正己烷）
- 25%：液化石油气（推測是作為推進劑用途，但由於其易燃特性，近年已被壓縮二氧化碳所取代以提昇產品安全）
- 15+%：矿物油（轻润滑油）
- 10-%：惰性成分

除了美國之外，針對強制性歐盟安全列表的相關規定，德文版該列表中也列出下述與安全相關的成分資料：
- 60-80%：重石脑油（石油产品），已氢化处理
- 1-5%：二氧化碳

除了成分外，歐盟安全列表中也特別提及了WD-40產品的易燃性與經常接觸皮膚時的毒害風險，並建議在使用該產品時應利用丁腈橡胶（Nitrile rubber，NBR）材質的工作手套與護目鏡作為安全防護措施。
由於產品含有油性溶劑，在發生WD-40起火的意外時，並不適合使用水作為灌救措施。
在WD-40的實際成分尚未公開的年代，該產品是以鱼油作為主要成分的說法是一种頗為流行的都市传说。 

## 用途
在行銷策略上，WD-40公司嘗試著透過互動的方式，鼓勵消費者回饋更多WD-40的使用方式來達到擴展市場的目的，但原則上它有幾種主要的應用方式，是比較常被人們所知曉。
- 潤滑與減少機械噪音：身為一種石油製的油性藥劑，WD-40可以被當作簡單的機械用潤滑劑來使用。
- 抗鏽：隔水抗鏽原本就是WD-40一開始被發明時的主要目的。
- 除膠劑：WD-40是內含石油製劑成分的物質，因此本身有相當程度的溶劑作用，尤其是針對黏膠一類的物質。但它對其他物質的侵蝕力不強，因此可以放心在漆面或是金屬上噴灑。在台灣，汽車如果違規停放，經常會遇到遭警方拖吊的情況，早年警方所使用的車門封條之背膠黏性非常強，因此往往在撕掉封條後會留下難以去除的殘膠。基於這理由，WD-40幾乎是車主們隨車必備的重要小工具，因為它可以用來清除烤漆上的難纏殘膠，與諸如柏油之類的污點。

WD-40雖然有很多用途，但它並不是完全沒有安全疑慮的產品。WD-40是高度易燃物質，原廠建議切勿在火源附近與超過攝氏50度的高溫中存放。WD-40也是對人體可能有害的化學製品，不適合用在會沾染到食物的場合，不過針對食品工業處理應用及食品加工設計場合，WD-40特別推出『WD-40食品級潤滑劑』，並通過NSF® Certified H1認證，讓食品加工機器可以使用WD-40潤滑。

## 外部連結

### 官方網站
- 官方网站（美國總公司）
- 官方网站（亞洲區）
- 官方网站（中國大陸，包括安全數據表）
- 官方博客

### 美國總公司社交專頁
- WD-40的Facebook專頁
- WD-40的X（前Twitter）
- WD-40的Instagram帳戶

### 中文地區社交專頁
- YouTube上的WD-40頻道
- WD-40台灣的Facebook專頁
- WD-40香港的Facebook專頁
- WD-40台灣的Instagram帳戶
- YouTube上的WD-40頻道（亞洲區）
- WD-40的新浪微博
- WD-40物質安全資料表 （页面存档备份，存于）（亞洲區）